# Телевизионный канал (полоса радиочастот)

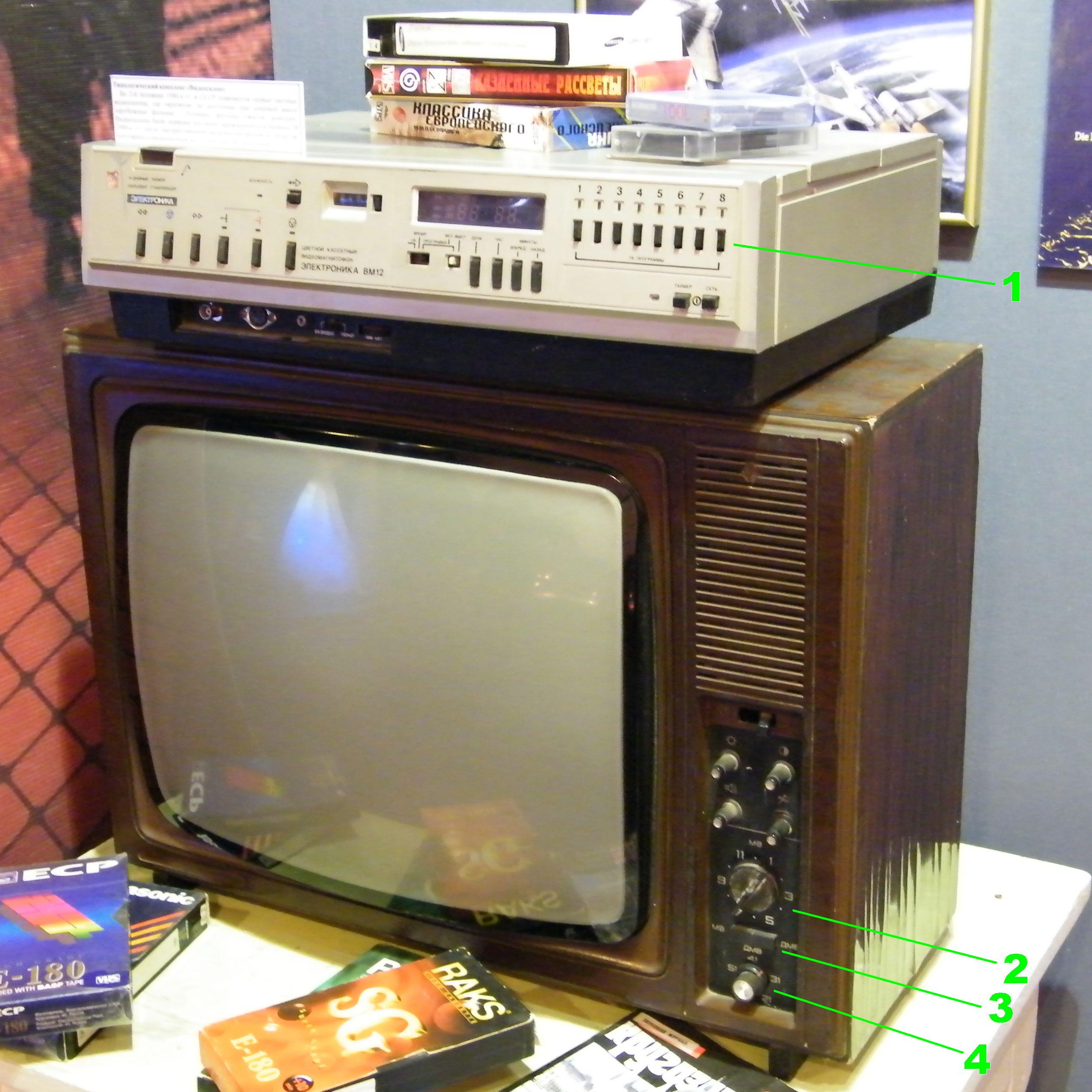
Советский видеомагнитофон «Электроника ВМ-12» (вверху):
1 — кнопки переключателя программ. Каждая кнопка могла быть настроена на любой метровый или дециметровый канал.
Советский чёрно-белый лампово-полупроводниковый телевизор 1980-х годов (внизу):
2 — рукоятка селектора метровых каналов.
3 — переключатель между «метровым» и «дециметровым» селекторами каналов.
4 — рукоятка плавной настройки дециметровых каналов.
Не каждый советский телевизор комплектовался на заводе селектором дециметровых каналов, хотя возможность самостоятельной установки была. Дело в том, что в СССР телепередачи в дециметровом диапазоне велись только в нескольких крупных городах.

Телевизио́нный кана́л — полоса радиочастот в диапазоне метровых и дециметровых волн (МВ и ДМВ), предназначенная для передачи в сетях эфирного, кабельного или мобильного телевидения:
- радиосигналов изображения и звукового сопровождения одного аналогового телеканала;
- цифровых сервисов в составе одного мультиплекса, как правило — нескольких телеканалов и (или) радиоканалов.

Последнее можно отнести и к спутниковому телевидению. Однако традиционно для него в данном случае используется термин «транспондер», что не совсем точно, так как транспондер — это физическое устройство, а не полоса радиочастот. С другой стороны, диапазоны спутникового телевидения расположены на сверхвысоких частотах, а ширина полосы исчезающе мала по сравнению с абсолютными частотами мультиплексов (транспондеров), которые могут и не иметь стандартных значений границ радиочастот.
Не следует путать радиотехнические средства, обеспечивающие передачу аудиовизуальной информации, с самой этой информацией, которую пользователь может увидеть на экране своего телевизора (новости, концерт, фильм или настроечную таблицу). Полоса радиочастот не является телеканалом. Как аналоговые, так и цифровые стандарты определяют необходимую им ширину радиочастот для одного канала (или мультиплекса), а их границы регламентируются стандартами отдельных стран. Термин телевизионный канал (телеканал, ТВК) продолжает использоваться и в контексте цифрового вещания, так как для границ мультиплексов в большинстве случаев сохранены и полосы и номера ТВК, соответствующие аналоговому телевещанию.

## Использование
В разных странах используются разные телевизионные стандарты. Независимо от распространённости стандартов в мире, они входят в две основные группы, отличающиеся принципом кодирования сигнала — аналоговое телевидение и цифровое телевидение. Аналоговые стандарты (см. таблицу) отличаются друг от друга значениями:
- несущих частот изображения и звука,
- ширины полосы радиочастот целого канала и её составляющих — полос яркости, цветности и звука,
- частотных границ каналов и их нумерацией,
- числом строк и полярностью видеосигнала,
- частот кадровой и строчной развёртки,
- а также применяемыми стандартами кодирования цвета (NTSC, PAL, SECAM) и другими техническими особенностями.

Цифровые стандарты наследуют из этого списка ширину полосы радиочастот канала (первоначально аналогового) и вместе с ней границы большей части каналов (зависит от страны), несущей частотой можно условно считать середину данной полосы, что строго говоря не верно, ибо спектр цифрового сигнала сложен из множества отдельных элементов и лишь на графическом изображении выглядит как например аналоговый спектр яркости с центром в середине полосы. Цифровые стандарты разработаны европейской группой DVB, есть и стандарты, созданные силами отдельных стран (США, Япония, Китай и Корея). Остальные страны принимают либо наиболее распространённые DVB-стандарты, либо — американские ATSC, японские ISDB, китайские DTMB. Южнокорейский стандарт DMB применяется в мобильном сегменте и для повсеместного вещания не предназначен. Во многих странах уже прекращено аналоговое вещание.
Типичная ширина полосы может составлять 17/10, 5, 6, 7, 8 и 10 МГц, чаще используется ширина в 8 МГц. Значение ширины полосы прямо пропорционально количеству передаваемой в спектре информации, а также влияет на помехоустойчивость.
Абонент принимает аналоговые телевизионные сигналы и (или) цифровые мультиплексы либо через эфир (с помощью индивидуальной или коллективной антенны), либо при посредстве кабельных операторов. Эти операторы могут ретранслировать частотные каналы по своим кабельным сетям, изменив при этом номера, занимаемые ими в эфире. Такая же ситуация возможна в системах коллективного телеприёма отдельного жилого дома или гостиниц, санаториев и так далее. В разных населённых пунктах один и тот же аналоговый телеканал может передаваться в эфир на разных частотных каналах, например во Владивостоке российский «Первый канал» передавался на первом метровом канале, в Хабаровске — на третьем, а в посёлке Хор — на девятом, равно как и общероссийские цифровые мультиплексы «РТРС-1» и «РТРС-2» имеют индивидуальную частотную сеть вещания в зависимости от региона страны. В ряде случаев (ввод в строй новых мощностей на телецентре, ремонт телепередающей аппаратуры, изменение контракта между собственником средства массовой информации и передающим телерадиоцентром) вещание может быть продолжено на другом частотном канале.
Некоторые бытовые электронные устройства (например, советские игровые приставки «Видеоспорт-3», «Электроника Экси Видео 01» и др.), приставки «Dendy», бытовые видеомагнитофоны, домашние компьютеры 1980-х — начала 1990-х годов («БК», «Микро-80» и др.) подключаются к телевизору с помощью антенного коаксиального высокочастотного кабеля. В этих устройствах имеется модулятор высокой частоты одного ТВК, тюнер телевизора может настраивается на его приём ровно также как и на обычный эфирный или кабельный аналоговый частотный канал. Частота модулятора канала (номер ТВК), в свою очередь, также настраивается, во избежание помех от эфирного вещания.
| Стандарт разложения | Ширины полос радиочастот, МГц | Ширины полос радиочастот, МГц | Ширины полос радиочастот, МГц | Ширины полос радиочастот, МГц | Примечания                                           |
| Стандарт разложения | Канал целиком                 | Только видео                  | Разнос несущих видео и звука  | Остаточная боковая            | Примечания                                           |
| ------------------- | ----------------------------- | ----------------------------- | ----------------------------- | ----------------------------- | ---------------------------------------------------- |
| B                   | 7                             | 5                             | 5,5                           | 0,75                          | вещание сворачивается, только МВ                     |
| D                   | 8                             | 6                             | 6,5                           | 0,75                          | см. таблицу ниже, только МВ                          |
| G                   | 8                             | 5                             | 5,5                           | 0,75                          | вещание сворачивается, только ДМВ                    |
| H                   | 8                             | 5                             | 5,5                           | 1,25                          | вещание сворачивается, только ДМВ                    |
| I                   | 8                             | 5,5                           | 5,9996                        | 1,25                          | вещание свёрнуто                                     |
| K                   | 8                             | 6                             | 6,5                           | 0,75                          | см. таблицу ниже, только ДМВ                         |
| K' (K1)             | 8                             | 6                             | 6,5                           | 1,25                          | вещание свёрнуто                                     |
| L                   | 8                             | 6                             | 6,5                           | 1,25                          | вещание свёрнуто                                     |
| M                   | 6                             | 4,2                           | 4,5                           | 0,75                          | вещание практически свёрнуто, только Куба и Бразилия |
| N                   | 6                             | 4,2                           | 4,5                           | 0,75                          | Аргентина, Парагвай, Уругвай                         |

## Стандарты полос телевизионных каналов

### В России и на постсоветском пространстве
В таблице представлены частотные диапазоны и частотные телевизионные каналы, используемые в России и на постсоветском пространстве, а также в бывших социалистических странах. Этот телевизионный стандарт в целом соответствует стандарту OIRT. Стандарты разложения, применявшиеся в большинстве стран-участниц организации «OIRT» — «D» для МВ и «K» для ДМВ, а стандарт кодирования цвета — SECAM, поэтому в качестве наименования данного стандарта чаще встречается обозначение «SECAM-D/K». Впрочем, после распада СССР некоторые телецентры и особенно кабельные операторы передают цвет и в стандарте PAL или даже в PAL+. После интеграции «OIRT» в организацию «EBU» и с распадом организации «СЭВ» стандарт SECAM постепенно заменялся на PAL и в Восточной Европе. Номера и частоты каналов при этом сохранялись, но в ряде стран произведено перераспределение частотных ресурсов в пользу иных видов связи, отличных от аналогового эфирного телевидения, как в диапазоне ДМВ, так и в МВ.
Кроме стандартов разложения аналогового телевидения (см. таблицу выше), под обозначениями «D» и «K» (и другими) понимают и стандарты границ частотных каналов в соответствующих диапазонах частот, особенно за пределами постсоветского пространства. Тем не менее, система «K» для ДМВ в этом отношении практически идентична системам «I», «G», «H» и «L» с последовательностью каналов начиная с 21-го. А система «D» для МВ более оригинальна, в современном виде (с 1965 года) она представляет собой 12 каналов, последовательность которых соблюдается лишь внутри трёх поддиапазонов (I, II и III). От прежней системы OIR (наименование организации «OIRT» до 1960 года) из 13 каналов в МВ (выпускавшиеся в 1950-е годы советские телевизоры могли принимать от трёх до пяти частотных телевизионных каналов) сохранились лишь три — современные 1-й, 2-й и 3-й. Таким образом, 1-й и 2-й каналы представляют собой один из старейших в мире ТВ-диапазон I (48,5—66 МГц), 3-й канал дал начало оригинальному ТВ-диапазону II (76—100 МГц), но ТВ-диапазон III имеет близкие аналоги в других системах.
Кроме России, стандарт OIRT (или «SECAM-D/K») используется (или использовался) в следующих странах:
| - Азербайджан - Армения - Афганистан - Белоруссия | - Болгария - Венгрия - Вьетнам - Грузия | - Казахстан - Киргизия - Лаос - Латвия | - Литва - Молдавия - Монголия - Польша | - Словакия - Таджикистан - Туркменистан - Узбекистан | - Украина - Чехия - Эстония |

| Номер канала (ТВК)                                                               | Частотные границы канала (полосы), МГц | Частотные границы канала (полосы), МГц | Аналоговое телевидение | Аналоговое телевидение | Частота для настройки цифрового телевидения (середина полосы), МГц |
| Номер канала (ТВК)                                                               | нижняя                                 | верхняя                                | Несущая частота изображения, МГц | Несущая частота звука, МГц | Частота для настройки цифрового телевидения (середина полосы), МГц |
| Метровые волны (МВ)                                                              | Метровые волны (МВ)                    | Метровые волны (МВ)                    | Метровые волны (МВ) | Метровые волны (МВ) | Метровые волны (МВ)                                                |
| ТВ-диапазон I (МВ, каналы 1—2)                                                   | ТВ-диапазон I (МВ, каналы 1—2)         | ТВ-диапазон I (МВ, каналы 1—2)         | ТВ-диапазон I (МВ, каналы 1—2) | ТВ-диапазон I (МВ, каналы 1—2) | ТВ-диапазон I (МВ, каналы 1—2)                                     |
| -------------------------------------------------------------------------------- | -------------------------------------- | -------------------------------------- | --- | --- | ------------------------------------------------------------------ |
| 1                                                                                | 48,5                                   | 56,5                                   | 49,75 | 56,25 | 52,5                                                               |
| 2                                                                                | 58                                     | 66                                     | 59,25 | 65,75 | 62                                                                 |
| Полоса, выделенная для стереофонического радиовещания (диапазон УКВ OIRT)        |                                        |                                        | | |                                                                    |
| —                                                                                | 65,9                                   | 74                                     | На радиоприёмниках диапазона УКВ OIRT возможно прослушивание звукового сопровождения 2-го канала. А на некоторых телеприёмниках — радиопрограмм. | На радиоприёмниках диапазона УКВ OIRT возможно прослушивание звукового сопровождения 2-го канала. А на некоторых телеприёмниках — радиопрограмм. | —                                                                  |
| ТВ-диапазон II (МВ, каналы 3—5)                                                  |                                        |                                        | | |                                                                    |
| 3                                                                                | 76                                     | 84                                     | 77,25 | 83,75 | 80                                                                 |
| 4                                                                                | 84                                     | 92                                     | 85,25 | 91,75 | 88                                                                 |
| 5                                                                                | 92                                     | 100                                    | 93,25 | 99,75 | 96                                                                 |
| Полоса, выделенная для стереофонического радиовещания (часть диапазона УКВ CCIR) |                                        |                                        | | |                                                                    |
| —                                                                                | 100                                    | 108                                    | На радиоприёмниках диапазона УКВ CCIR (FM-диапазон, 87,5—108 МГц) возможно прослушивание звукового сопровождения 4-го и 5-го каналов, с японским FM-диапазоном (76—89,9 МГц) — 3-го канала. А на некоторых телеприёмниках — FM-радиопрограмм. Допускается распределение сигналов радиовещания в полосе частот 87,5—100 МГц в кабельных распределительных сетях, не использующих полосы частот 4-го и 5-го каналов. | На радиоприёмниках диапазона УКВ CCIR (FM-диапазон, 87,5—108 МГц) возможно прослушивание звукового сопровождения 4-го и 5-го каналов, с японским FM-диапазоном (76—89,9 МГц) — 3-го канала. А на некоторых телеприёмниках — FM-радиопрограмм. Допускается распределение сигналов радиовещания в полосе частот 87,5—100 МГц в кабельных распределительных сетях, не использующих полосы частот 4-го и 5-го каналов. | —                                                                  |
| 1-я кабельная полоса (МВ, каналы СК 1—8)                                         |                                        |                                        | | |                                                                    |
| СК 1                                                                             | 110                                    | 118                                    | 111,25 | 117,75 | 114                                                                |
| СК 2                                                                             | 118                                    | 126                                    | 119,25 | 125,75 | 122                                                                |
| СК 3                                                                             | 126                                    | 134                                    | 127,25 | 133,75 | 130                                                                |
| СК 4                                                                             | 134                                    | 142                                    | 135,25 | 141,75 | 138                                                                |
| СК 5                                                                             | 142                                    | 150                                    | 143,25 | 149,75 | 146                                                                |
| СК 6                                                                             | 150                                    | 158                                    | 151,25 | 157,75 | 154                                                                |
| СК 7                                                                             | 158                                    | 166                                    | 159,25 | 165,75 | 162                                                                |
| СК 8                                                                             | 166                                    | 174                                    | 167,25 | 173,75 | 170                                                                |
| ТВ-диапазон III (МВ, каналы 6—12)                                                |                                        |                                        | | |                                                                    |
| 6                                                                                | 174                                    | 182                                    | 175,25 | 181,75 | 178                                                                |
| 7                                                                                | 182                                    | 190                                    | 183,25 | 189,75 | 186                                                                |
| 8                                                                                | 190                                    | 198                                    | 191,25 | 197,75 | 194                                                                |
| 9                                                                                | 198                                    | 206                                    | 199,25 | 205,75 | 202                                                                |
| 10                                                                               | 206                                    | 214                                    | 207,25 | 213,75 | 210                                                                |
| 11                                                                               | 214                                    | 222                                    | 215,25 | 221,75 | 218                                                                |
| 12                                                                               | 222                                    | 230                                    | 223,25 | 229,75 | 226                                                                |
| 2-я кабельная полоса (МВ, каналы СК 11—19)                                       |                                        |                                        | | |                                                                    |
| СК 11                                                                            | 230                                    | 238                                    | 231,25 | 237,75 | 234                                                                |
| СК 12                                                                            | 238                                    | 246                                    | 239,25 | 245,75 | 242                                                                |
| СК 13                                                                            | 246                                    | 254                                    | 247,25 | 253,75 | 250                                                                |
| СК 14                                                                            | 254                                    | 262                                    | 255,25 | 261,75 | 258                                                                |
| СК 15                                                                            | 262                                    | 270                                    | 263,25 | 269,75 | 266                                                                |
| СК 16                                                                            | 270                                    | 278                                    | 271,25 | 277,75 | 274                                                                |
| СК 17                                                                            | 278                                    | 286                                    | 279,25 | 285,75 | 282                                                                |
| СК 18                                                                            | 286                                    | 294                                    | 287,25 | 293,75 | 290                                                                |
| СК 19                                                                            | 294                                    | 302                                    | 295,25 | 301,75 | 298                                                                |
| Дециметровые волны (ДМВ)                                                         |                                        |                                        | | |                                                                    |
| 3-я кабельная полоса (диапазон Hyperband, ДМВ, каналы СК 20—40)                  |                                        |                                        | | |                                                                    |
| СК 20                                                                            | 302                                    | 310                                    | 303,25 | 309,75 | 306                                                                |
| СК 21                                                                            | 310                                    | 318                                    | 311,25 | 317,75 | 314                                                                |
| СК 22                                                                            | 318                                    | 326                                    | 319,25 | 325,75 | 322                                                                |
| СК 23                                                                            | 326                                    | 334                                    | 327,25 | 333,75 | 330                                                                |
| СК 24                                                                            | 334                                    | 342                                    | 335,25 | 341,75 | 338                                                                |
| СК 25                                                                            | 342                                    | 350                                    | 343,25 | 349,75 | 346                                                                |
| СК 26                                                                            | 350                                    | 358                                    | 351,25 | 357,75 | 354                                                                |
| СК 27                                                                            | 358                                    | 366                                    | 359,25 | 365,75 | 362                                                                |
| СК 28                                                                            | 366                                    | 374                                    | 367,25 | 373,75 | 370                                                                |
| СК 29                                                                            | 374                                    | 382                                    | 375,25 | 381,75 | 378                                                                |
| СК 30                                                                            | 382                                    | 390                                    | 383,25 | 389,75 | 386                                                                |
| СК 31                                                                            | 390                                    | 398                                    | 391,25 | 397,75 | 394                                                                |
| СК 32                                                                            | 398                                    | 406                                    | 399,25 | 405,75 | 402                                                                |
| СК 33                                                                            | 406                                    | 414                                    | 407,25 | 413,75 | 410                                                                |
| СК 34                                                                            | 414                                    | 422                                    | 415,25 | 421,75 | 418                                                                |
| СК 35                                                                            | 422                                    | 430                                    | 423,25 | 429,75 | 426                                                                |
| СК 36                                                                            | 430                                    | 438                                    | 431,25 | 437,75 | 434                                                                |
| СК 37                                                                            | 438                                    | 446                                    | 439,25 | 445,75 | 442                                                                |
| СК 38                                                                            | 446                                    | 454                                    | 447,25 | 453,75 | 450                                                                |
| СК 39                                                                            | 454                                    | 462                                    | 455,25 | 461,75 | 458                                                                |
| СК 40                                                                            | 462                                    | 470                                    | 463,25 | 469,75 | 466                                                                |
| ТВ-диапазон IV (ДМВ, каналы 21—34)                                               |                                        |                                        | | |                                                                    |
| 21                                                                               | 470                                    | 478                                    | 471,25 | 477,75 | 474                                                                |
| 22                                                                               | 478                                    | 486                                    | 479,25 | 485,75 | 482                                                                |
| 23                                                                               | 486                                    | 494                                    | 487,25 | 493,75 | 490                                                                |
| 24                                                                               | 494                                    | 502                                    | 495,25 | 501,75 | 498                                                                |
| 25                                                                               | 502                                    | 510                                    | 503,25 | 509,75 | 506                                                                |
| 26                                                                               | 510                                    | 518                                    | 511,25 | 517,75 | 514                                                                |
| 27                                                                               | 518                                    | 526                                    | 519,25 | 525,75 | 522                                                                |
| 28                                                                               | 526                                    | 534                                    | 527,25 | 533,75 | 530                                                                |
| 29                                                                               | 534                                    | 542                                    | 535,25 | 541,75 | 538                                                                |
| 30                                                                               | 542                                    | 550                                    | 543,25 | 549,75 | 546                                                                |
| 31                                                                               | 550                                    | 558                                    | 551,25 | 557,75 | 554                                                                |
| 32                                                                               | 558                                    | 566                                    | 559,25 | 565,75 | 562                                                                |
| 33                                                                               | 566                                    | 574                                    | 567,25 | 573,75 | 570                                                                |
| 34                                                                               | 574                                    | 582                                    | 575,25 | 581,75 | 578                                                                |
| ТВ-диапазон V (ДМВ, каналы 35—60)                                                |                                        |                                        | | |                                                                    |
| 35                                                                               | 582                                    | 590                                    | 583,25 | 589,75 | 586                                                                |
| 36                                                                               | 590                                    | 598                                    | 591,25 | 597,75 | 594                                                                |
| 37                                                                               | 598                                    | 606                                    | 599,25 | 605,75 | 602                                                                |
| 38                                                                               | 606                                    | 614                                    | 607,25 | 613,75 | 610                                                                |
| 39                                                                               | 614                                    | 622                                    | 615,25 | 621,75 | 618                                                                |
| 40                                                                               | 622                                    | 630                                    | 623,25 | 629,75 | 626                                                                |
| 41                                                                               | 630                                    | 638                                    | 631,25 | 637,75 | 634                                                                |
| 42                                                                               | 638                                    | 646                                    | 639,25 | 645,75 | 642                                                                |
| 43                                                                               | 646                                    | 654                                    | 647,25 | 653,75 | 650                                                                |
| 44                                                                               | 654                                    | 662                                    | 655,25 | 661,75 | 658                                                                |
| 45                                                                               | 662                                    | 670                                    | 663,25 | 669,75 | 666                                                                |
| 46                                                                               | 670                                    | 678                                    | 671,25 | 677,75 | 674                                                                |
| 47                                                                               | 678                                    | 686                                    | 679,25 | 685,75 | 682                                                                |
| 48                                                                               | 686                                    | 694                                    | 687,25 | 693,75 | 690                                                                |
| 49                                                                               | 694                                    | 702                                    | 695,25 | 701,75 | 698                                                                |
| 50                                                                               | 702                                    | 710                                    | 703,25 | 709,75 | 706                                                                |
| 51                                                                               | 710                                    | 718                                    | 711,25 | 717,75 | 714                                                                |
| 52                                                                               | 718                                    | 726                                    | 719,25 | 725,75 | 722                                                                |
| 53                                                                               | 726                                    | 734                                    | 727,25 | 733,75 | 730                                                                |
| 54                                                                               | 734                                    | 742                                    | 735,25 | 741,75 | 738                                                                |
| 55                                                                               | 742                                    | 750                                    | 743,25 | 749,75 | 746                                                                |
| 56                                                                               | 750                                    | 758                                    | 751,25 | 757,75 | 754                                                                |
| 57                                                                               | 758                                    | 766                                    | 759,25 | 765,75 | 762                                                                |
| 58                                                                               | 766                                    | 774                                    | 767,25 | 773,75 | 770                                                                |
| 59                                                                               | 774                                    | 782                                    | 775,25 | 781,75 | 778                                                                |
| 60                                                                               | 782                                    | 790                                    | 783,25 | 789,75 | 786                                                                |
| Дополнительный кабельный диапазон (ДМВ, каналы 61—69)                            |                                        |                                        | | |                                                                    |
| 61                                                                               | 790                                    | 798                                    | 791,25 | 797,75 | 794                                                                |
| 62                                                                               | 798                                    | 806                                    | 799,25 | 805,75 | 802                                                                |
| 63                                                                               | 806                                    | 814                                    | 807,25 | 813,75 | 810                                                                |
| 64                                                                               | 814                                    | 822                                    | 815,25 | 821,75 | 818                                                                |
| 65                                                                               | 822                                    | 830                                    | 823,25 | 829,75 | 826                                                                |
| 66                                                                               | 830                                    | 838                                    | 831,25 | 837,75 | 834                                                                |
| 67                                                                               | 838                                    | 846                                    | 839,25 | 845,75 | 842                                                                |
| 68                                                                               | 846                                    | 854                                    | 847,25 | 853,75 | 850                                                                |
| 69                                                                               | 854                                    | 862                                    | 855,25 | 861,75 | 858                                                                |

Из этой таблицы видно, что ширина полосы частот каждого канала (или мультиплекса) составляет 8 МГц, и эти полосы идут подряд. Защитные полосы (расфильтровки) включены в основную ширину полосы частот канала. Несущая частота сигнала звукового сопровождения (в этой таблице) на 6,5 МГц больше несущей частоты видео. Передаваемый спектр цифрового стереосигнала NICAM — +5,85 ± 0,25 МГц от частоты видеосигнала.

### В некоторых социалистических странах
- На Кубе используется NTSC-M, как в США. Несовместим с российским. Несущая частота сигнала звукового сопровождения на 4,25 МГц больше несущей частоты видео, количество строк — 525.
- В Китае используется PAL-D, совместим с российским стандартом, кроме цвета, разница — практически только в нумерации каналов.
- В КНДР и Румынии — PAL-D/K, совместим с российским стандартом, кроме цвета, разница — практически только в нумерации каналов.
- В Югославии и Албании — PAL-B/G (как в ФРГ), несовместим с российским. Несущая частота сигнала звукового сопровождения на 5,5 МГц больше несущей частоты видео.
- В ГДР использовался SECAM-B/G, несовместим с советским. Совместим по частотам с стандартом ФРГ, кроме цвета.

### В остальном мире
Когда речь идёт о совместимости стандартов, следует помнить, что существуют мультисистемные телеприёмники, способные работать без проблем в очень многих странах.